# Rikke Møller Pedersen
Rikke Møller Pedersen, född 9 januari 1989 i Odense, Danmark, är en dansk simmare som tävlar för Herning Svømmeklub. 
Vid de olympiska simtävlingarna 2016 tog hon en bronsmedalj på 4×100 meter medley tillsammans med Mie Østergaard Nielsen, Jeanette Ottesen och Pernille Blume.